# Roger Ascham
Roger Ascham, född cirka 1515, död 23 december 1568, var en engelsk humanist och författare.
Han studerade språk vid Universitetet i Cambridge 1530-1537. Han undervisade i grekiska och utnämndes 1546 till orator. 1548-1550 undervisade han prinsessan Elisabet. Det var Ascham själv som lärde Elisabet att skriva med den eleganta kursivskrift som han var mästare i. 1550-1553 var han sekreterare hos den engelske ambassadören hos Karl V. Trots att han var protestant anställdes han som latinsk sekreterare hos Maria I och hade efter hennes död en liknande ställning hos Elisabet I.
Ascham räknas som en av den engelska prosans klassiker genom sitt enkla, rena och kraftiga språk. Syftet med hans "Toxophilus" var inte minst att praktiskt visa engelska språkets användbarhet för lärda arbeten[källa behövs], men titeln har den tänkta betydelsen "bågens älskare". Ordet är ett derivat från grekiskan. Därav har sedan benämningen toxophilite kommit för "bågälskare".

## Verk, i urval
- Toxophilus,  (utgiven 1545),
- The scholemaster (ofullbordad, utgiven 1570),